# Rosario Lacerenza

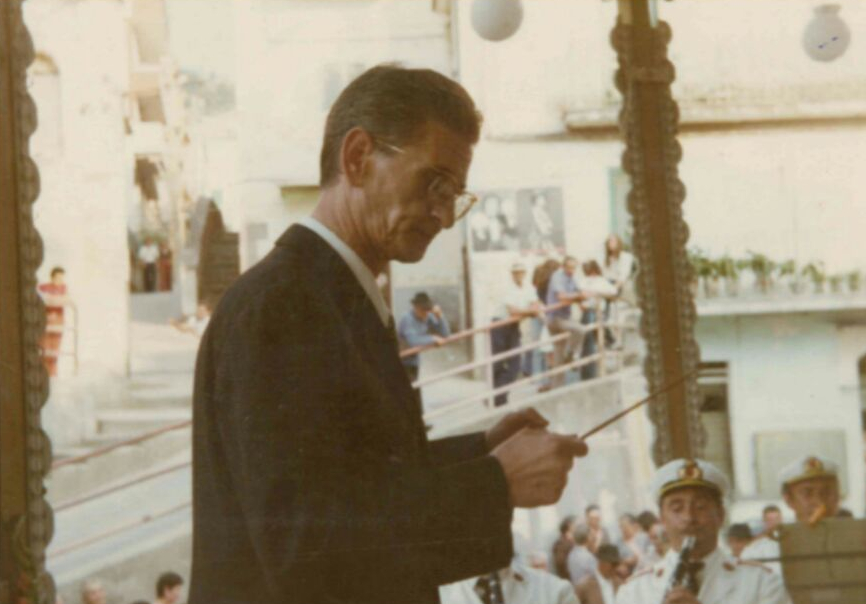
Rosario Lacerenza

Rosario Lacerenza (Tarente, 1917 – Rome, 1999) was een Italiaans componist, muziekpedagoog en dirigent. Hij is een zoon van de componist, dirigent en trompettist Giacomo Lacerenza (1885-1952), de jongere broer van de componist en dirigent Amleto Lacerenza (1910-1972) en de oudere broer van de trompettist en componist Michele Lacerenza (1922-1989). 

## Levensloop
Lacerenza kreeg op zesjarige leeftijd les in muziektheorie en solfège door Antonio Todaro en piano door Armando Bacci. Hij werd spoedig dirigent van jeugdharmonieorkest in zijn geboortestad. Vanaf 1936 studeerde hij aan de Accademia Nazionale di Santa Cecilia in Rome bij Alfredo Palombi, Cesare Dobici en Maria Grazia Vinardi. Hij werd lid van de Italiaanse luchtmacht en richtte in 1938 het Orchestra Azzurra op, waarvaan hij ook dirigent was. Met dit orkest geeft hij concerten in kazernes en ziekenhuizen en verzorgt opnames voor de omroepmaatschappij Ente Italiano per le Audizioni Radiofoniche (EIAR). 

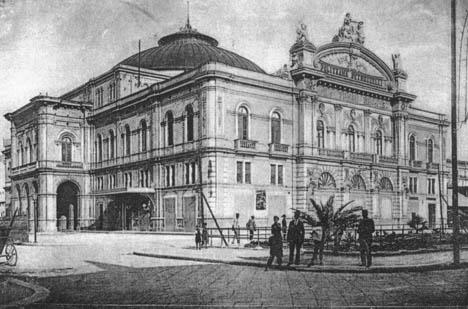
Teatro Petruzzelli in Bari

Na de Tweede Wereldoorlog werd hij dirigent van verschillende banda's (harmonieorkesten) zoals van de Banda Città di Tagliacozzo in 1946, van de Banda Musicale "La Comunella" di Comunanza in 1946 en 1947, van de Associazione Musicale Bandistica "Giovanni Pierluigi da Palestrina" O.N.L.U.S. van 1948 tot 1956, van het Orchestra di fiati "Giovan Tomaso Cimello" di Monte San Giovanni Campano in 1957 en 1958 en van de Banda Musicale "G. Verdi" di Tolfa in 1958. Verder werd hij dirigent van het Orchestra del Campidoglio dat gevormd werd door leden van de stadspolitie van Rome (1958), van het lyrisch-symfonisch orkest van de Academie der Letteren, Kunsten en Wetenschappen (1959), van het orkest van Lecce (1961), van het orkest van het operafestival in Florence Maggio Musicale Fiorentino (1961), van het opera- en het symfonieorkest van Pescara (1961-1963 en 1965-1967) en Rome (1964), van het orkest "Pergolesi" in Rome (1968) en het orkest van het Teatro Petruzzelli di Bari (1971).
In 1967 werd hij benoemd tot muzikaal adviseur van de Radiotelevisione Italiana (Rai) in Rome. Door de muziekuitgeverij Ricordi kreeg hij de opdracht de opera L'Idiota (De idiot), op. 307 van Luciano Chailly, die tijdens het seizoen 1968/1969 in Rome werd uitgevoerd, te bewerken voor zangstem en piano. In 1969 dirigeert hij de première van de symfonie La finta ritrosia van de lokale componist Salvatore Fighera in Gravina in Puglia. In hetzelfde jaar werd hij dirigent van de Banda Concerto Musicale Città di Trinitapoli. In 1974 richtte hij in Sonnino een muziekinstituut voor blaasinstrumenten op en was aldaar ook dirigent van de Concerto Bandistico "Vincenzo Bellini" di Sonnino. Vanaf 1978 was hij dirigent van de Concerto Filarmonico "Enrico Ugolini" di Marino. In 1981 werd hij docent aan het muzieklyceum en dirigent van de Banda Musicale Città di Fiuggi. Sinds 1989 leidde hij het Filharmonisch Orkest van Matera.
Naast bewerkingen van operaselecties en andere klassieke muziek voor harmonieorkest schreef hij ook eigen werk zoals werken voor het muziektheater, voor orkest, harmonieorkest en kamermuziek.

## Composities

### Werken voor orkest
- Suite, voor orkest

### Werken voor banda (harmonieorkest)
- 1971 Teresina, mars
- Addio fratello mio, treurmars
- Bel capitano, mars
- In memoria di Danilo, treurmars
- In memoria di Tullio, treurmars
- Latium Vetus, symfonisch gedicht
  1. Piazza di Spagna e Trinità dei Monti
  2. Al tempio di Giove Auxu
  3. Villa d'Este
  4. Al tempio della Fortuna Primigenia
- Madre mia
- Pater meus
- Per un amico
- Priverno, marcia sinfonica
- Roma chiama Napoli

### Muziektheater
- Consuelo
- I gobi di Peretola